# Källberget, Bergs kommun
Källberget är en liten, nu obebodd by i Bergs kommun i norra Härjedalen (landskapet). 

## Historia
Byn bebyggdes år 1772 som fäbodvall då man inte visste var landskapsgränsen låg. 1825 bebyggdes byn som ett nybygge med en bofast befolkning på två gårdar; Opp-i-gaorla (Upp på gården) samt Ne-i-gaorla (Ned på gården).  Numera finns ingen fast befolkning i Källberget, men år 2003 invigdes SCA:s nyrenoverade jaktgård av dåvarande landshövdingen i Jämtland, Maggi Mikaelsson.  
Källberget nr 1 tillhörde ursprungligen Vemdalens församling, men från år 1952 tillhörde Källberget Åsarne församling.